# 붉은 조라
붉은 조라(독일어: Rote Zora)는 1974년에서 1995년까지 활동한 서독의 급진적 여성주의 도시유격대 조직이다. 성차별, 여성폭력, 유전공학, 가부장제, 핵발전, 낙태 반대 운동 등을 이념적 적으로 지정하고, 그 적들에게 일련의 폭탄과 방화 공격을 시행했다. 붉은 조라는 낙태를 금지하는 독일 형법 제218조를 특히 공공연히 반대했다. 공식적으로 해산된 적은 없으나 1996년 이후로 완전히 활동이 멈추었다.
붉은 조라는 원래 서독의 메이저 좌익 반군인 혁명세포의 여성부문조직이었다. "붉은 조라"라는 이름은 쿠르트 헬트의 1941년 동화 『붉은 조라와 그녀의 패거리』의 주인공 이름에서 따온 것이다. 이 동화의 주인공 조라는 붉은머리의 크로아트인 소녀로, 한 무리의 고아들을 이끌고 다니며 불의와 싸운다.
1975년 카를스루에의 독일 연방헌법재판소에 폭탄을 터뜨린 것이 붉은 조라의 첫 활동이었다. 1977년에는 독일의사협회 건물 밖에 폭탄을 터뜨렸다. 두 건 모두 헌법재판소와 의사협회가 낙태금지법을 지지하는 것에 대한 항의였다. 1978년, 붉은 조라는 쾰른의 성인용품점들에 방화했고, 1981년에는 어느 변호사의 차에 방화했다. 1983년에는 그 한 해 동안 본의 필리핀 대사관, 브라운슈바이크와 비텐의 지멘스 지사, 하노버의 닉스도르프 컴퓨터, 노이스의 크레디트레포름 데이터센터에 일련의 폭탄테러를 일으켰다. 이듬해 1984년에는 귀터슬로의 두 기업이 죄수 노역으로 사욕을 추구했다고 보복공격을 가했다. 1985년에는 쾰른의 막스 플랑크 식물육종연구원, 하이델베르크 대학교 의료원, 쾰른 대학교 유전학연구원에 테러를 가했다.
1986년, 붉은 조라는 극좌유격집단들이 야기한 인명피해를 이유로 혁명세포와 결별했다. 그 뒤로도 두 조직에 동시에 소속된 단원이 상당히 많았지만, 붉은 조라는 인명피해를 내지 않는 방향으로 독자행동을 개시했다. 독립조직으로서 최초의 활동은 뮌스터의 베스트팔렌 빌헬름 대학교의 인간유전학연구원에 방화하고 연구원의 중요 서류를 탈취해 공개한 것이었다. 같은 해, 붉은 조라는 브라운슈바이크의 생명기술연구학회에 폭탄을 터뜨렸다. 1987년, 붉은 조라는 의류체인점 아들러(Adler)가 한국인 여성노동자를 착취하는 것에 항의하여 아들러 하이바흐 본사 및, 할슈텐베크, 브레멘, 올덴부르크, 이제르하겐, 카셀, 홀츠비케데, 노이스, 프랑크푸르트, 아헨 지사에 10건의 연쇄방화를 일으켰다. 1988년에는 베를린 공과대학교 생물학연구원에 폭탄테러를 일으켰다. 1994년에는 뉘른베르크와 게라의 피난소에 음식을 납품하는 업체를 방화했다.
붉은 조라의 마지막 활동은 1995년 7월 터키-쿠르드 분쟁에서 쿠르드인에게 연대하기 위해 브레멘의 뤼르센 조선소에 폭탄을 터뜨린 것이었다. 뤼르센은 튀르키예에서 발주한 배를 건조하고 있었고, 쿠르드인들을 탄압할 무기를 터키에 공급하는 것으로 알려져 있었다.
브레멘 조선소 공격 이후 붉은 조라의 활동은 멈추었으나, 공식적으로 해산된 적은 없다. 1990년대에 소련이 망하고 극좌무장투쟁이 쇠퇴하면서 무장투쟁을 포기하려는 단원들과 지속하려는 단원 간에 분열이 있었다.

## 같이 보기
- 급진적 여성주의